# Elecciones municipales de Uruguay de 2000
Las elecciones municipales de 2000 en Uruguay fueron celebradas el domingo 14 de mayo de ese año, en los 19 departamentos del país.

## Particularidades
Estas elecciones, las primeras en celebrarse con autonomía de la elección presidencial desde la entrada en vigencia de la Constitución de 1997, fueron muy singulares respecto de lo usual. En un país donde la gente estaba acostumbrada a votar a candidatos del mismo partido para Presidente, Vicepresidente, Senado, Diputados, Intendente Municipal y Ediles (así obligaba la anterior reglamentación electoral), comenzó a experimentar nuevas formas de votar. En no pocos departamentos, los candidatos salieron a pedir el voto "para la persona", sin importar el origen político del votante, y los resultados fueron acordes. En efecto: en octubre el Partido Nacional tuvo una mala performance, apenas un 22% en todo el país, y se quedó sin diputados en Salto, Paysandú, Río Negro y Soriano, sin embargo en dos de esos departamentos logró retener las intendencias. En otros departamentos, por ejemplo Canelones, hubo votantes blancos que fueron a respaldar candidatos colorados, cerrándole las puertas a un posible triunfo del Frente Amplio.

## Resultados
El Partido Nacional mantuvo su liderazgo en el interior del país, obteniendo trece intendencias: Cerro Largo, Colonia, Durazno, Flores, Florida, Lavalleja, Maldonado, Rocha, San José, Soriano, Tacuarembó y Treinta y Tres. Tuvo una franca recuperación respecto de las elecciones presidenciales de octubre.
El Partido Colorado obtuvo cinco intendencias: Artigas, Canelones, Río Negro, Rivera y Salto.
El Frente Amplio retuvo la intendencia de Montevideo. Había apostado a obtener entre tres y seis intendencias en el interior, pero el fenómeno de "voto cruzado" que se observó, sumado a la decisión del Frente Amplio de seguir presentando un único candidato por departamento (frente a los partidos tradicionales que, prácticamente sin excepción, presentaron dos o a menudo tres candidatos), hizo que perdieran todas las Intendencias del interior. De todos modos, esta elección marcó una fuerte presencia frenteamplista en casi todos los departamentos, hablando a las claras que ya constituían un adversario político de fuste para los partidos tradicionales.

### Resultados finales en cifras (por departamento)
Porcentaje de votos escrutados: 100 %
| Departamento   | Partido EP-FA | Partido Colorado | Partido Nacional | Partido Nuevo Espacio | Partido Unión Cívica | Total     |
| Montevideo     | 517.089       | 249.411          | 104.038          | 10.744                | 6.416                | 887.698   |
| Canelones      | 105.191       | 119.605          | 34.916           | 2.561                 | 0                    | 262.273   |
| Maldonado      | 29.116        | 22.067           | 32.322           | 689                   | 0                    | 84.194    |
| Rocha          | 7.858         | 18.301           | 22.140           | 225                   | 0                    | 48.524    |
| Treinta y Tres | 4.574         | 9.175            | 18.630           | 121                   | 0                    | 32.500    |
| Cerro Largo    | 10.623        | 6.899            | 38.138           | 429                   | 0                    | 56.089    |
| Rivera         | 7.553         | 30.650           | 26.316           | 473                   | 0                    | 64.992    |
| Artigas        | 7.128         | 27.132           | 12.131           | 0                     | 0                    | 46.391    |
| Salto          | 15.185        | 30.443           | 26.525           | 1.251                 | 0                    | 73.404    |
| Paysandú       | 26.543        | 13.296           | 30.664           | 662                   | 0                    | 71.165    |
| Río Negro      | 7.208         | 13.463           | 11.094           | 696                   | 0                    | 32.461    |
| Soriano        | 13.058        | 20.605           | 22.496           | 177                   | 0                    | 56.336    |
| Colonia        | 13.687        | 30.625           | 34.483           | 1.736                 | 0                    | 80.531    |
| San José       | 12.767        | 3.943            | 45.296           | 476                   | 0                    | 62.482    |
| Flores         | 1.386         | 1.949            | 14.529           | 116                   | 0                    | 17.980    |
| Florida        | 10.457        | 17.520           | 18.561           | 470                   | 0                    | 47.008    |
| Durazno        | 4.557         | 12.430           | 19.714           | 330                   | 0                    | 37.031    |
| Lavalleja      | 5.254         | 14.481           | 23.202           | 320                   | 0                    | 43.259    |
| Tacuarembó     | 8.609         | 8.221            | 42.676           | 296                   | 0                    | 59.802    |
| Totales        | 807.843       | 650.216          | 577.916          | 21.744                | 6.416                | 2.064.165 |

## La elección, departamento por departamento

### Artigas
Históricamente departamento inexpugnable para el Partido Colorado. Fue elegido Carlos Signorelli.

### Canelones
Fue reelegido el colorado Tabaré Hackenbruch, gracias a los votos de numerosos blancos. Fue derrotado el frenteamplista Ángel Spinoglio.

### Cerro Largo
Departamento de larga tradición blanca. Ganó el herrerista Ambrosio Barreiro.

### Colonia
En manos de los blancos desde hacía varios periodos. Fue reelegido el herrerista Carlos Moreira.

### Durazno
Departamento de larga tradición blanca. Fue elegido el diputado herrerista Carmelo Vidalín.

### Flores
Otro departamento de prolongada tradición blanca. Fue reelegido Carlos Mazzullo de (Manos a la Obra- Correntada Herrero Wilsonista).

### Florida
Ganó el blanco Andrés Arocena (alineado con Arturo Heber).

### Lavalleja
Fue elegido el blanco herrerista Herman Vergara.

### Maldonado
Fue elegido el blanco Enrique Antía, presentándose como continuador de la época de Domingo Burgueño. La elección fue sumamente reñida; hubo momentos en los cuales parecía que podía ganar cualquiera de los tres partidos principales, por lo cual hubo cinco candidatos que concitaron la atención de la ciudadanía fernandina: el frenteamplista Darío Pérez, los blancos Antía, Ambrosio Rodríguez y Ricardo Alcorta, y el ex intendente colorado Benito Stern; también se postuló el quincista Conrado Bonilla. Por su parte, el Nuevo Espacio postuló a Heriberto Sosa.

### Montevideo
Desde 1989, el Frente Amplio aparece consolidado en Montevideo. Mariano Arana fue reelegido. El colorado Óscar Magurno y el blanco Ruperto Long, sumados, no llegaron a igualar al ganador. Por su parte, la Unión Cívica postuló a Aldo Lamorte.

### Paysandú
Jorge Larrañaga no podía ser reelegido; ganó su heredero político, Álvaro Lamas.

### Río Negro
Una vez más fue elegido el colorado Mario Carminatti (Lista 15).

### Rivera
Fue elegido el colorado Tabaré Viera (Foro Batllista).

### Rocha
El blanco Irineu Riet Correa (Alianza Nacional) derrotó nuevamente a su antecesor, el colorado Adauto Puñales; fue decisivo el aporte de votos del nacionalista José Carlos Cardoso.

### Salto
El colorado Eduardo Malaquina (Foro Batllista) logró la reelección.

### San José
El imbatible blanco Juan Chiruchi fue elegido una vez más.

### Soriano
Fue reelegido el nacionalista Gustavo Lapaz.

### Tacuarembó
Un departamento de larga tradición blanca, que reeligió a Eber da Rosa Vázquez.

### Treinta y Tres
Históricamente blanco, nuevamente fue elegido Wilson Elso Goñi.